# Косяровський Григорій Васильович
Григорій Васильович Косяровський (нар. 1731) — військовий діяч Гетьманщини.

## Біографія
Народився в родині Василя Косяровського.
В 1742 навчався в Києво-Могилянській академії. Службу розпочав з 1745 р. у Генеральній Військовій Канцелярії. Військовий товариш з 1757 р. Писар Роменського повіту (1764). З 1765 р. полковий писар. З 31 серпня 1765 р. абшитований полковий суддя. З 14 квітня 1783 р. бунчуковий товариш у Лубенському полку. Абшитований бунчуковий товариш (? — 1787 — 1790 — ?). 

## Родина
Був одружений з Ганною Пилипенко, донькою переяславського полкового осавула Якова Михайловича Пилипенка.